# Princípio copernicano
Na cosmologia, o princípio copernicano, batizado em homenagem ao monge Nicolau Copérnico, declara que a Terra não está em uma posição especialmente favorecida, ou central. Mais recentemente este princípio foi generalizado para o conceito relativístico de que os seres humanos não são observadores privilegiados do Universo. Neste sentido, é equivalente ao princípio da mediocridade, com importantes implicações para a filosofia da ciência.
Desde os anos 1990, o termo tem sido usado (alternadamente com "o método Copérnico") para a predição baseada em inferência bayesiana de J. Richard Gott da duração de eventos em curso, uma versão generalizada do argumento do juízo final.

## Origem e implicações
Michael Rowan-Robinson enfatiza a importância do princípio copernicano: "É evidente que na era pós-copernicana da história humana, nenhuma pessoa bem informada e racional pode imaginar que a Terra ocupa uma posição única no Universo."
Hermann Bondi deu o nome ao princípio em homenagem a Copérnico no meio do século XX, apesar de o princípio em si ser da mudança de paradigma dos séculos XVI e XVII do sistema ptolemaico, que colocava a Terra no centro do Universo. Copérnico demonstrou que o movimento dos planetas pode ser explicado sem pressupor que a Terra seja localizada em posição central e estacionária. Ele alegou que o movimento retrógrado aparente dos planetas é uma ilusão cuasada pelo movimento da Terra em torno do Sol, que o modelo copernicano colocava no centro do Universo. O próprio Copérnico estava motivado principalmente pela insatisfação técnica com o sistema anterior e não por um apoio a qualquer princípio da mediocridade.
Na cosmologia, se alguém assumir o princípio copernicano e observar que o Universo parece isotrópico do ponto de vista da Terra, então pode provar que o Universo é geralmente homogêneo (a qualquer época) e também isotrópico a partir de qualquer ponto. Estas duas condições fazem o princípio cosmológico.
Na prática, os astrônomos observaram que o Universo possui estruturas heterogêneas até a escala dos superaglomerados galácticos, filamentos e grandes vazios, mas se torna mais e mais homogêneo e isotrópico quando observado em escalas cada vez maiores, com uma estrutura pouco detectável em escalas de mais de 200 milhões de parsecs. Entretanto, em escalas comparáveis ao raio do universo observável, vemos mudanças sistemáticas com a distância da Terra. Por exemplo, galáxias contendo mais estrelas jovens e menos agrupadas, e quasares aparecem mais numerosos. Enquanto isto possa sugerir que a Terra está no centro do Universo, o princípio copernicano sugere que interpretemos isto como evidência da evolução do Universo com o tempo: a luz mais distante levou a maior parte da idade do Universo para nos atingir e mostra o Universo quando ele era jovem. A luz mais distante de todas, a radiação cósmica de fundo, é isotrópica até pelo menos uma parte em mil.
A cosmologia matemática moderna é baseada no pressuposto de que de que o princípio cosmológico é praticamente, mas não exatamente, verdadeiro nas maiores escalas. O princípio copernicano representa a suposição filosófica irredutível necessaria para justificar isto, quando combinada com as observações.
Bondi e Thomas Gold usaram o princípio copernicano para argumentar a favor do princípio cosmológico perfeito, que alega que o Universo é homogêneo também no tempo, e esta é a base para a cosmologia do estado estacionário. Entretanto, ela entra em conflito com a evidência cosmológica mencionada anteriormente: o Universo progrediu de condições extremamente diferentes a partir do Big Bang, e irá continuar seu progresso em direção de condições extremamente diferentes, particularmente sob a influência crescente da energia escura, aparentemente em direção do Big freeze ou do Big Rip.

## Confirmação
Medições dos efeitos da radiação cósmica de fundo na dinâmica dos sistemas astrofísicos distantes em 2000 provaram o princípio copernicano a uma escala cosmológica. A radiação que permeia o Universo foi demonstrada como sendo mais quente em épocas anteriores. O resfriamento uniforme da radiação cósmica de fundo ao longo dos bilhões de anos só é explicável se o Universo está sofrendo uma expansão métrica.

## Argumento eclíptico da anisotropia da radiação cósmica de fundo
Os resultados da sonda Wilkinson Microwave Anisotropy Probe (WMAP) parecem ir contra as expectativas copernicanas. O movimento do sistema solar, e a orientação do plano da eclíptica estão todos alinhados com os aspectos do céu em microondas, que segundo o pensamento convencional são causados pela estrutura no limite do universo observável.
Lawrence Krauss é citado como tendo afirmado isto em uma artigo em Edge.org:
Mas quando você olha no mapa da CMB, você vê que a estrutura observada é, de fato, de uma forma estranha correlacionada com o plano da Terra em torno do Sol. É Copérnico voltando para nos assombrar? Isto é loucura. Estamos olhando para o Universo como um todo. Não tem jeito de haver uma correlação com a estrutura do movimento da Terra em torno do Sol - o plano em que a Terra orbita o Sol - a eclíptica. Isto significaria que estamos realmente no centro do Universo.
Seria surpreendente se os alinhamentos do WMAP fossem uma coincidência completa, mas as implicações anti-copernicanas sugeridas por Krauss seriam muito mais surpreendentes, se verdadeiras. Outras possibilidades são (i) erros instrumentais residuais no WMAP causam este efeito; (ii) que emissões inesperadas de microondas do nosso sistema solar esteja contaminando os mapas.

## Testes modernos
Do artigo do PhysicsWorld.org "New tests of the Copernican Principle proposed,"

Robert Caldwell do Dartmouth College e Albert Stebbins do Fermi National Laboratory nos EEUU explicam como o espectro de radiação da Radiação Cósmica de Fundo (CMB) - um ubíquo mar de radiação de microondas originado apenas 380.000 anos após o Big Bang - pode ser usado para testar se o Princípio Copernicano se sustenta.
Em um trabalho em separado, Jean-Philippe Uzan da Pierre and Marie Curie University na França junto com Chris Clarkson e George Ellis da Universidade da Cidade do Cabo na África do Sul sugeriram outra forma de testar o princípio copernicano. Seu esquema envolve a medida do desvio para o vermelho das galáxias - a mudança no comprimento de onda da luz para comprimentos maiores devido a uma aceleração - de forma precisa com o tempo para ver se há alterações. A equipe alega que estes dados sobre o desvio para o vermelho podem ser combinados com medições da distância das galáxias para inferir se o Universo é homogêneo espacialmente - que é um dos princípios do Princípio Copernicano.